# Bieńczyce (zajezdnia autobusowa)
Zajezdnia autobusowa "Bieńczyce" znajduje się w Krakowie, między ulicami Makuszyńskiego, Nowolipki i Łowińskiego w XVI Dzielnicy. Zajezdnia uruchomiona została 15 czerwca 1970 roku. Obecnie stacjonuje tam 172 autobusów. Najliczniejszą grupę autobusów spośród eksploatowanych przez bieńczycką zajezdnię stanowią pojazdy marki Solaris. Od 5 stycznia 2013 wszystkie autobusy stacjonujące w Bieńczycach są niskopodłogowe lub niskowejściowe.

## Autobusy obecnie eksploatowane przez zajezdnię
| Typ autobusu               | Rozpoczęcie eksploatacji | Liczba |
| -------------------------- | ------------------------ | ------ |
| Autosan M09LE              | 2009                     | 18     |
| Mercedes-Benz O530         | 2018                     | 42     |
| Solaris Urbino 12          | 2009                     | 69     |
| Solaris Urbino 12,9 Hybrid | 2018                     | 4      |
| Solaris Urbino 18          | 2009                     | 36     |
| Solaris Urbino 18 Hybrid   | 2016                     | 11     |
| Volvo 7900A Hybrid         | 2018                     | 12     |
| Solaris Urbino 8,9 LE      | 2023                     | 4      |
| Volvo 7900 Hybrid          | 2022                     | 1      |
| Razem                      | Razem                    | 193    |